# Asociación Cultural y Biblioteca Coronel Brandsen
Asociación Coronel Brandsen (A.C.B.) es un club argentino de la ciudad de La Plata que actualmente milita en la 1.ª división de la Liga Amateur Platense de fútbol. La institución tiene su predio deportivo en la intersección de las calles 52 y 161, mientras que su sede social se encuentra situada sobre la Avenida 60, entre las calles 23 y 24, a escasos 100 metros de la Plaza Perón, que se llamó Plaza Brandsen hasta el año 1995. La Comisión Directiva está presidida por Germán Sánchez. Cabe destacar que este club posee cuatro títulos -tres torneos convencionales de liga y una Copa de Campeones- y que nunca descendió a la segunda categoría de la Liga Platense.
El “Tricolor” es un club de barrio que esta forjado bajo el lema “Somos Familia” algo que se menciona reiteradas veces en canciones, frases, etc... En una de sus canciones, se encuentra el porqué de “Somos Familia” y es que dice: “Tricolor, no me importa donde juegues voy a todos lados. Local o visitante, voy descontrolado” dando así por entender que la hinchada del club siempre estará presente pase lo que pase
En este club ya desde las categorías infantiles se trata de forjar jugadores para llegar a la 1ra división, pero por sobre todas las cosas, para forjar buenas personas, inculcándoles valores como el respeto, el compañerismo, el compromiso, etc.
Clasificado a la 2a. Ronda del Torneo Regional Federal Amateur 2024/25.

## Bicampeonato 2007/2008
El club de calle 60 fue campeón de la Liga Amateur Platense de fútbol en 2 ocasiones. La primera fue en el segundo semestre del año 2007 cuando venció como local a Curuzú Cuatiá en la última fecha, luego de una definición apasionante, ya que persiguió durante todo el certamen a Centro Fomento los Hornos, y en la anteúltima fecha logró imponerse sobre el mismo por 1-0 en el último minuto del juego. El agónico gol lo marcó el histórico defensor Gabriel Hueso Sáenz.
La segunda vuelta olímpica del club fue conseguida en el primer semestre del año 2008 en la localidad bonaerense de Guernica donde ganó 4-1 el último partido, lo que además de coronarlo campeón, concluyó en la clasificación para disputar por tercera vez en su historia el Torneo Argentino C haciendo las veces de local en el estadio de Defensores de Cambaceres. El equipo encargado de disputar dicho torneo en el año 2008 fue capitaneado por Pedro Verde (primo de quien fue capitán de la Selección Argentina de Fútbol, Juan Sebastián Verón) quien era uno de sus referentes junto al arquero Diego Calandria.

## Juan Sebastián Verón
El 29 de junio de 2012, fue presentado Juan Sebastián Verón como nuevo jugador de la institución lo cual generó gran revuelo en  La Plata. Desde 1999 que "la Brujita", cuando Europa lo liberaba de competencia, se entrenaba en el campo deportivo de Brandsen, allá en 62 y 151, en el barrio El Retiro. Fueron varias las razones que lo llevaron a aceptar la propuesta de jugar en la institución que milita en la Liga Amateur Platense. Ahí seguía jugando, por ejemplo, su primo, su hermano de la vida, Pedro Andrés Verde, quien fue el nexo principal para su llegada. Otro que también colaboró fue el entrenador Hernán Bonvicini, con experiencia como DT interino en Cambaceres y ayudante del Vasco Azconzábal en Estudiantes de La Plata, club donde Verón se retiró por primera vez días antes de llegar al Coronel.
La Brujita tuvo una carrera de mucho éxito en el exterior, jugó en equipos italianos como Parma, Sampdoria, Inter y Lazio, e ingleses como Manchester United y Chelsea. A raíz de esto, los medios de comunicación, tanto nacionales como internacionales anunciaban sorprendidos, que el crack que había llevado a Estudiantes de La Plata a disputar la final de la Copa Mundial de Clubes en 2009, partido disputado contra Barcelona, finalizaría su carrera en un club humilde, de barrio, llamado Asociación Coronel Brandsen de la ciudad de La Plata.
Con la llegada de Sebastián, se produjo una verdadera revolución dentro del club; aparecieron muchos nuevos patrocinadores, y la propaganda en la camiseta se cotizó en alza. Además, aumentó muy considerablemente la cantidad de socios.
Por su parte, se refaccionó la sede y el predio “Pancho Varallo”. El club debía ponerse a tono para albergar a un crack de semejante magnitud. Así fue que se construyeron nuevas tribunas tanto para el equipo local como para el visitante, con capacidad de 400 personas cada una. También se colocaron alambrados que delimitaban sectores donde podía ubicarse gente parada, se construyó un sector de palcos y cabinas para la gran cantidad de medios que luego fueron a cubrir los partidos, se adecuaron los vestuarios con duchas y se construyeron nuevos puestos de comidas. “Eso fue producto de la locura por La Brujita” comentó Norberto “Coco” Sánchez, presidente de la institución en ese entonces.
En cuanto a lo futbolístico, el tricolor venía de flojas campañas en la Liga, pero con la incorporación de esta figura hubo un cambio rotundo. En la primera fecha el Coronel venció por 2 a 1 a Villa Montoro haciendo de local en Magdalena (su cancha estaba siendo refaccionada), y ambas anotaciones fueron de Sebastián. En aquella tarde histórica para el Club y para la Liga, se vio el predio colmado de familias. Los medios de comunicación mandaron enviados especiales para presenciar el evento deportivo.
Durante todo el torneo fue amo y señor del medio campo, transmitiendo su experiencia a los más jóvenes. Su edad no fue un impedimento para que mostrara su elegancia al momento de tirar un bochazo de 40 metros o realizar alguna jugada lujosa dentro de la cancha. Sus rivales antes de comenzar cada partido se peleaban por su camiseta. Las canchas de la liga lucían con un gran marco de público, nunca antes visto, todo para ser parte de esta revolución que generó Verón.
Con 37 años y toda su sabiduría en la espalda, “La Brujita” llevó al equipo a su tercer campeonato de Liga en su historia (además del Clausura 07 y Apertura 08). Para colmo, fue protagonista principal en la última fecha, cuando el Coronel se consagró. Ni en los sueños de cualquier hincha del tricolor se hubieran imaginado ese final. Es que en el encuentro ante Las Lomas de Guernica, y después de una lesión, el crack fue a buscar el rebote del mismo tiro de esquina que ejecutó, y desde afuera del área sacó un derechazo inatajable que se coló al ángulo. El arquero rival nada pudo hacer para evitar el 1 a 0 definitivo.
Cuando sonó el silbato del árbitro estalló la locura del plantel campeón, al que con un empate le alcanzaba para dar la vuelta. El equipo tuvo una campaña de diez triunfos, dos pardas y una derrota (32 puntos), y fue más que suficiente para dar la vuelta olímpica. Andrés Burrieza, preparador físico del club en aquel momento, comentó: "Se sufrió y se disfrutó al mismo tiempo. Lo que acaba de lograr el club es muy importante”. Con respecto al modo de trabajo de JSV, agregó que “fue uno más del plantel, jamás hizo diferencias con nadie. En los trabajos de ejercicios físicos siempre aceptó las indicaciones que le dimos, fue un profesional al ciento por ciento".
De esta manera, "La Brujita" dejó marcada su huella en el tricolor, donde disputó 10 partidos y convirtió 5 goles. Este fue un hito tanto para la Liga Platense, como para el club. Nadie jamás se olvidará de lo que ha generado el legendario jugador en la historia del tricolor. Nadie olvidará la vez que una estrella brilló más fuerte que nunca en El Retiro.

## Campeón Clausura 2012
Luego de una fantástica campaña, el conjunto dirigido por Hernan Bonvicini, liderado por Juan Sebastián Verón y Pedro Verde (capitán del equipo), se consagró campeón del Torneo que organiza la Liga Amateur Platense.
En la última fecha de la competición, un verdadero golazo de Verón le alcanzó al equipo de barrio El Retiro para derrotar a Las Lomas por 1 a 0 y consagrarse en la Liga Amateur, donde finalmente, se desataron los festejos. El equipo consiguió así una plaza para disputar nuevamente el "Torneo Argentino C", donde su actuación no fue la esperada luego de perder el triangular inicial que disputó con el Club Everton y el Club Atlético y Progreso de Brandsen, sin la participación de Juan Sebastián.

## Pancho Varallo
Nació el 5 de febrero de 1910. Hay quienes dicen que llegó a participar como futbolista de la institución, en categorías infantiles. Otros, afirman que lo tenía muy presente porque era el club de su barrio. Lo cierto es que aquel goleador centenario del fútbol argentino, Francisco Varallo, también tuvo su paso por el club Asociación Coronel Brandsen. Además, su padre formó parte de la primera comisión directiva del club, en el año 1942. 
En primera instancia, cabe destacar que el predio deportivo del club lleva el nombre del legendario delantero. El mismo se encuentra ubicado en la calle 52 y 161, en el barrio El Retiro de la Capital Provincial. Se decidió por este nombre para honrar a la personalidad de quien luego sería uno de los jugadores más importantes en la historia del nacimiento del fútbol argentino.
Sin dudas, “Pancho” fue un grande en la institución, y lo sigue siendo. Al vivir en los alrededores del club, creció y paso allí los últimos días de su vida. José Vallejos, un socio vitalicio del tricolor que vive en los alrededores de la sede social, comentó que el “Cañoncito”, como también era apodado, pasaba largas horas en el club observando a los jóvenes que realizaban diferentes actividades.
Contaba que, cada tanto, a Varallo se le ocurría entrar a las prácticas de fútbol de las categorías infantiles del club, y explicarles a los nenes conceptos técnicos sobre el deporte. También añadió que tenía sus tardes de café en el buffet donde se entretenía contando anécdotas a cualquiera que se le acercaba.
"Fue un colaborador permanente del club, en las fiestas o peñas que se realizaban los fines de semana, Francisco siempre hacía su aporte económico y estaba presente el día del evento", indicó el socio. Siempre con la humildad que lo caracterizaba, era muy querido en los riñones del club Brandsen. Era amigo de personas de todas las edades, de grandes y de chicos. Incluso, un tramo de la Avenida 25 de la Ciudad de La Plata (sobre la que se ubica la Plaza Brandsen, lugar histórico para la institución) lleva su nombre.
Pancho falleció el 30 de agosto de 2010, a los cien años. Comenzó su carrera deportiva en Gimnasia Esgrima de La Plata, y luego fue transferido al Club Atlético Boca Juniors. Se desempeñó principalmente en el puesto de delantero. Obtuvo cuatro títulos de Primera División del fútbol argentino entre 1929 y 1935, y también fue subcampeón con la Selección Argentina en el primer Mundial de Fútbol de la historia, en Uruguay 1930.
Por todo lo que terminó siendo y por como surgió su carrera deportiva, además de su vida social, su paso por el tricolor quedara grabado en la historia y para siempre.

## Plantel Superior del club 2024
Bajas

## Sede social
La sede social del club cuenta en su interior con una secretaría, donde habitualmente se juntan los miembros de la comisión directiva y el personal administrativo. Aquí se realizan las reuniones que mantiene la CD, tratándose todos los temas que tienen que ver con la sede social y el predio del club, como también todo lo que se relaciona con las categorías mayores, juveniles e infantiles con las que el club cuenta. Además se atiende a los socios a partir de las 17 hs. A su vez, se cuenta a disposición de los mismos con una cancha de fútbol 5 con césped sintético y una cancha de paddle del mismo suelo. Como así también cuenta con un restaurante con ambiente cerrado o abieerto, un gimnasio de entrenamiento funcional y una pileta con vestuarios y baños incluidos en excelente estado. La sede posee, además, dos salones en los que es posible realizar diversos eventos (como cumpleaños, entrega de trofeos a las categorías del club, fiestas de 15 años, peñas del club, bailes para la 3ra edad, entre otros).

## Estadio "Pancho Varallo"
La institución cuenta con un predio deportivo dedicado a la actividad futbolística donde se desempeñan las categorías infantiles (5 a 12 años), juveniles (13 en adelante) y mayores (18 en adelante) del club. Este predio cuenta además de las 3 canchas de fútbol que a continuación detallaremos, posee dos bufetes y dos estacionamientos. Las canchas del "tricolor" se dividen en 3:

### Estadio principal
Es una cancha de fútbol 11, con capacidad para 1.000 personas y vestuarios de excelente calidad, además posee 1 buffet, diversos puestos de comidas en el perímetro cercano al campo de juego y un estacionamiento, a todo esto hay que sumarle las cabinas para distintos medios de información y el palco para invitados especiales, que con el "Boom" Veron son una constante en cada fecha liguista en que se presenta la primera Tricolor.

### Cancha auxiliar
La misma consta de una cancha de fútbol 11, con capacidad para 100 personas, es utilizada en baja medida para fines futbolísticos, y actualmente hace las veces de estacionamiento en partidos de gran concurrencia)

### Cancha de infantiles
Por último se destaca la cancha de Fútbol 7 o Baby Football ubicada en el Pancho Varallo, la misma es un orgullo para la entidad de calle 60 debido al magnífico estado del campo de juego, este "Microestadio" posee una capacidad de 300 personas tiene 4 tribunas con tablones de madera, un buffet, 3 vestuarios (visitante, local, árbitros) y una zona recrativa ubicada detrás del arco que da la calle 151 del barrio "El Retiro").

## Disciplinas y Servicios
Fútbol
Categorías infantiles, juveniles y mayores, tanto masculino como femenino, compitiendo en la Liga Amateur Platense.
Karate
Profesor: Leandro Abadie Pobes. 4º Dan AAGK y FAK.
Taekwondo
Profesor Santiago Herrlein.
Gimnasia Artística
Profesor Guillermo Ramos
Natación
Pileta semiolímpica
Patín
Profesora Paola Rossi
Hockey femenino
Profesores Josefina Occhipinti y Santiago Yomo.
Esgrima
Profesor Sergio García
Restaurant
Escuela de fútbol